# Mzoli's
Mzoli's es una carnicería, restaurante y discoteca ubicado en Gugulethu, un barrio en los alrededores de la Ciudad del Cabo en Sudáfrica. Desde que abrió sus puertas en 2003 se ha desarrollado en un sitio muy popular entre los residentes de la ciudad y de las turistas también. Se lo nombra por su fundador Mzoli Ngcawuzele.

## Negocio
Está ubicada unos 15 kilómetros del centro de Ciudad del Cabo en un barrio pobre y negro. Es considerado un tipo de mercado hágalo usted mismo. Es conocido por su entretenimiento y divertimiento, y especialmente por sus estilos de música Deep House y Kwaito. Los números en el lugar varían, aunque tanto como 250 personas se juntan a veces en el área.
Es popular entre famosos sudafricanos como Tony Yengeni y otros del mundo de la televisión y de la política.